# Puits à Vladimirovac
Les puits de Vladimirovac (en serbe cyrillique : Бунари у Владимировцу ; en serbe latin : Bunari u Vladimirovcu) sont des puits à eau situés à Vladimirovac, dans la province de Voïvodine, dans la municipalité d'Alibunar et dans le district du Banat central, en Serbie. Ils sont inscrits sur la liste des monuments culturels de grande importance de la République de Serbie (identifiant no SK 1085).